# 1853 McElroy
McElroy (asteróide 1853) é um asteróide da cintura principal com um diâmetro de 21,14 quilómetros, a 2,8940411 UA. Possui uma excentricidade de 0,0548775 e um período orbital de 1 957,13 dias (5,36 anos).
McElroy tem uma velocidade orbital média de 17,0209753 km/s e uma inclinação de 15,79096º.